# Заяц, Александр Леонидович
Александр Леонидович Заяц (укр. Олександр Леонідович Заєць; 23 марта 1962, Большой Токмак, Запорожская область — 29 апреля 2007, Запорожье) — советский, украинский футболист.

## Карьера
Александр Заяц — воспитанник токмакского футбола, где его первым тренером был Яков Очкаленко. Выделялся мощными габаритами и разнообразием в атакующих действиях. Начал карьеру в запорожском «Торпедо», однако основные успехи советских времен связаны с другим клубом из того же города — «Металлургом». В 1990 году вместе с командой завоевал бронзовые награды чемпионата первой лиги СССР и получил право выступать в высшем советском дивизионе, где «Металлург» успел провести один сезон до образования украинского национального чемпионата. В составе запорожского «Металлурга» входит в число 50 лучших бомбардиров клуба по версии сайта Football.ua.
После распада СССР Заяц вернулся в «Торпедо». В 1992 году стал лучшим бомбардиров розыгрыша Кубка Украины. После трёх сезонов в составе «Торпедо» перешёл в александрийский «Полиграфтехник», однако заиграть там Александру не удалось, и второй круг сезона 1994/95 он начал в составе «Торпедо» из Мелитополя. Заяц стал лучшим бомбардиром, а команда по итогам сезона завоевала путёвку во вторую лигу. После завершения следующего сезона покинул команду и перешёл в запорожский «Виктор», где и завершил карьеру в возрасте 36 лет.
В 2007 году погиб во время пожара.